# Огилви, Дэвид, 9-й граф Эйрли
Дэвид Огилви, 9-й граф Эйрли (англ. David Ogilvy, 9th Earl of Airlie; 16 декабря 1785 — 20 августа 1849) — шотландский пэр.

## Происхождение
Родился 16 декабря 1785 года. Младший сын Уолтера Огилви, де-юре 8-го графа Эйрли (1733—1819), и Джин Огилви (ок. 1752—1818), дочери Джона Огилви.
26 мая 1826 года он унаследовал титул 9-го графа Эйрли, после того как его титулы были восстановлены Актом парламента. Он также унаследовал титулы 9-го лорда Огилви из Эйрли и 9-го лорда Огилви из Алита и Линтратена.
Он получил звание капитана на службе в 42-м полку горцев (Черная стража). С 1833 по 1849 год — шотландский пэр-представитель в Палате лордов Великобритании. Он также занимал должность лорда-лейтенанта Ангуса или Форфаршира (1828—1849).
В его честь был назван паровоз 1833 года «Граф Эйрли», который работал на железной дороге Данди и Ньютайл, директором которой он был
.

## Рабовладение
В результате своего первого брака Эйрли стал владельцем рабской плантации «Ферри Пен» в британской колонии Ямайка, на которой было 59 рабов. Он получил компенсацию от британского правительства в соответствии с положениями Закона о компенсации рабам 1837 года, получив выплату в размере 1362 фунтов стерлингов.

## Смерть
Лорд Эйрли скончался 20 августа 1849 года на Риджент-стрит, в Лондоне, Англия, в возрасте 63 лет. Ему наследовал его второй сын Дэвид.

## Браки и семья
7 октября 1812 года Джэвид Огилви женился первым браком на Клементине Драммонд (? — 1 сентября 1835), дочери Гэвина Драммонда и Клементины Грэм. Дети от первого брака:
- Леди Джин Грэм Драммонд Огилви (27 февраля 1818 — 4 марта 1902), вышла замуж в 1837 году за Джона Арбатнотта, 9-го виконта Арбатнотта[4].
- Уолтер Огилви (21 сентября 1823 — 27 марта 1824)
- Дэвид Грэм Драммонд Огилви, 10-й граф Эйрли (4 мая 1826 — 25 сентября 1881), второй сын и преемник отца.
- Леди Хелен Сусанна Кэтрин Гертруда Огилви (1831 — 26 апреля 1862), вышла замуж в 1859 году за Джорджа Августа Пеппер-Стейвли[4].

15 ноября 1838 года лорд Эйрли женился вторично на Маргарет Брюс (? — 17 июня 1845), дочери Уильяма Брюса. Дети от второго брака:
- Достопочтенный Уильям Генри Брюс Огилви (26 февраля 1840—1912), капитан, с 1866 года женат на Саре Бойдер
- Достопочтенный Джеймс Брюс Огилви (1 декабря 1841 — 15 мая 1888), лейтенант
- Достопочтенный Джон Брюс Огилви (17 июня 1845—1904)
- Достопочтенный Дональд Брюс Огилви (17 июня 1845 — 16 декабря 1890).